# Birch Run
Birch Run est un village du canton de Birch Run (comté de Saginaw dans l'État américain du Michigan). Au recensement de 2010, la population était de 1 555 habitants.
Birch Run était le foyer de la Great Lakes Storm, une équipe de l'ancienne ligue de basket-ball Continental Basketball Association. Les "Storm" ont joué au "Birch Run Expo Center" de 2001 jusqu'à la dissolution de l'équipe en 2005.

## Histoire
Birch Run a été fondé en 1852 en tant que gare pour le chemin de fer "Pere Marquette Railroad". Elle a été dotée d'un bureau de poste en 1954. En 1955, Birch Run a été constituée en tant que village
Birch Run a été fondé en 1852 par John Moore, son premier maître de poste, en tant que gare du chemin de fer "Pere Marquette Railroad". Il a été nommé d'après son ruisseau, qui traverse une grande zone de bouleaux (birch en anglais). En 1863, la ville a été rebaptisée Deer Lick et l'est restée jusqu'en 1868, année ou elle est redevenue Birch Run. Birch Run a été constitué en village en 1955.

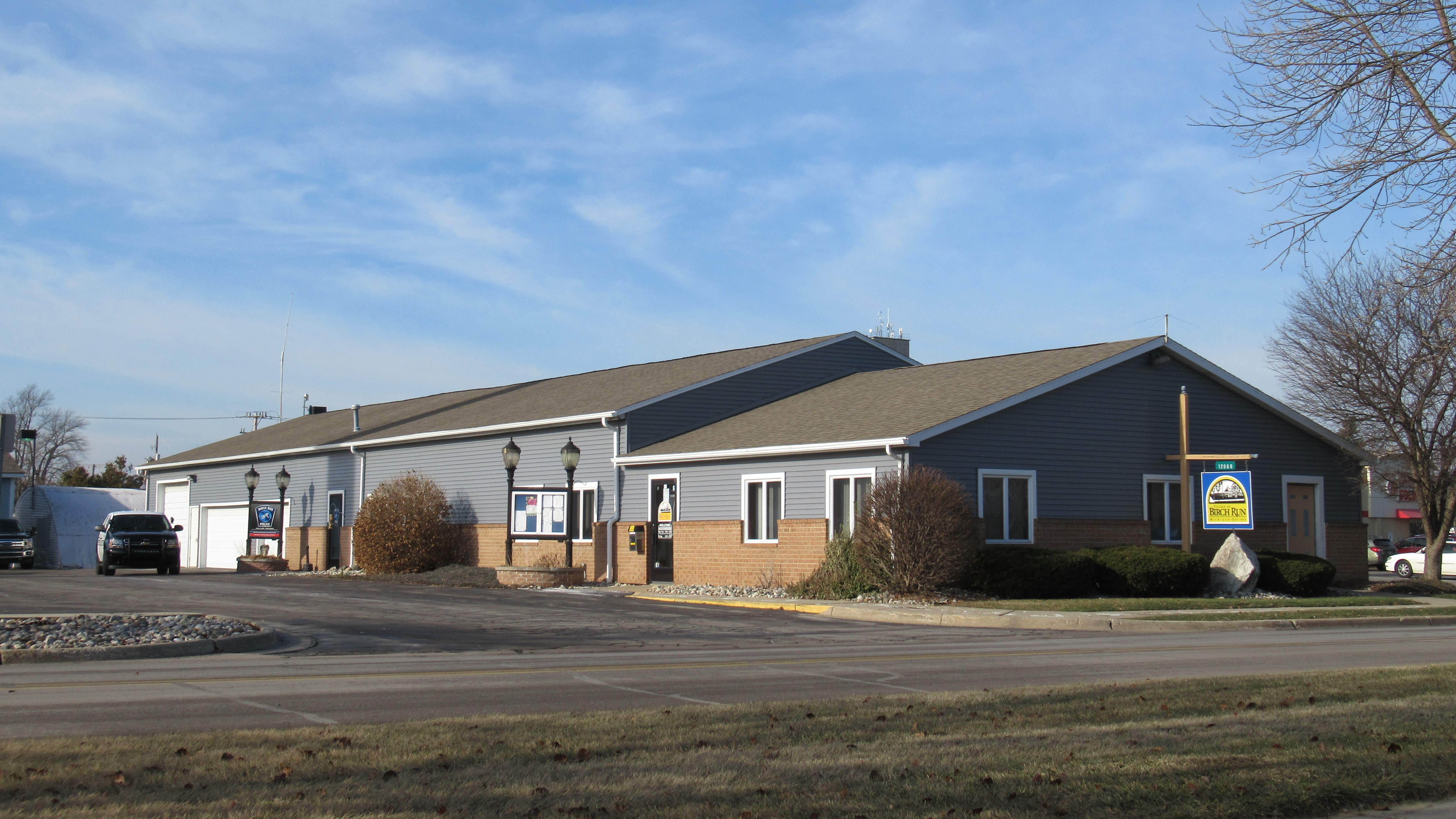
Bureaux villageois de Birch Run

## Lieux d'intérêts
Birch Run Premium Outlets, ouvert en 1986, est le plus grand magasin d'usine du Midwest. En novembre 2017, le centre commercial comptait 108 magasins et 3 restaurants sur la propriété.

## Éducation
Le district scolaire "Birch Run Area School District" dessert le village de Birch Run, le canton de Birch Run ainsi que le canton de Taymouth.
Les équipes sportives de Birch Run sont connues sous le nom des "Panthers".

## Géographie
Selon le Bureau du recensement des États-Unis, le village a une superficie totale de 1,91 milles carrés (4,95 km2), dont 1,89 milles carrés (4,9 km2) de terre et 0,02 milles carrés (0,05 km2) d'eau.

## Données démographiques

### Recensement de 2010
Selon le recensement de 2010, 1 555 personnes, 655 ménages et 398 familles résidaient dans le village. La densité de population était de 822,8 par mille carré (soit 317,7 par km²). Il y avait 714 unités de logement à une densité moyenne de 377,8 par mille carré (soit 145,9 par km²). La composition raciale du village était de 93,9% de Blancs, 1,1% d'Afro-Américain, 0,9% d'Amérindiens, 0,2% d'Asiatiques, 1,2% d'autres races et 2,8% de deux races ou plus. Les Hispaniques ou les Latino-Américains, toutes races confondues, représentaient 5,3% de la population.
Il y avait 655 ménages, dont 32,7 % avaient des enfants de moins de 18 ans vivant avec eux, 38,9 % étaient des couples mariés vivant ensemble, 16,3 % avaient une femme au foyers sans mari, 5,5 % avaient un homme au foyer sans femme et 39,2 % n'étaient pas des familles. 31,3 % de tous les ménages étaient composés d'une seule personne et 11,4 % comptaient une personne seule âgée de 65 ans ou plus. La taille moyenne des ménages était de 2,37 et celle des familles de 2,99.
Dans le village, la population était répartie comme suit : 25,1 % de moins de 18 ans, 12,4 % de 18 à 24 ans, 26,9 % de 25 à 44 ans, 23,5 % de 45 à 64 ans et 12,2 % âgés de 65 ans ou plus. L'âge médian était de 34,6 ans. Pour 100 femmes, il y avait 89,1 hommes. Pour 100 femmes de 18 ans et plus, il y avait 81,4 hommes. Le village était composé à 47,3 % d'hommes et à 52,7 % de femmes.

### Recensement de 2000
Selon le recensement de 2000, 1 653 personnes, 699 ménages et 459 familles résidaient dans le village. La densité de population était de 861,5 par mille carré (soit 332,4 par km²). Il y avait 726 unités de logement à une densité moyenne de 378,4 par mille carré (soit 146 par km²). La composition raciale du village était de 95,64% de Blancs, 0,42% d'Afro-Américain, 0,36% d'Amérindiens, 0,54% d'Asiatiques, 0,91% d'autres races et 2,12% de deux races ou plus. Les Hispaniques ou les Latino-Américains, toutes races confondues, représentaient 3,27% de la population.
Il y avait 699 ménages, dont 35,1 % avaient des enfants de moins de 18 ans vivant avec eux, 46,2 % étaient des couples mariés vivant ensemble, 15,6 % avaient une femme au foyers sans mari et 34,3 % n'étaient pas des familles. 29,9 % de tous les ménages étaient composés d'une seule personne et 9,3 % comptaient une personne seule âgée de 65 ans ou plus. La taille moyenne des ménages était de 2,35 et celle des familles de 2,91.
Dans le village, la population était répartie comme suit : 26,8 % de moins de 18 ans, 9,3 % de 18 à 24 ans, 34,5 % de 25 à 44 ans, 17,8 % de 45 à 64 ans et 11,6 % âgés de 65 ans ou plus. L'âge médian était de 32 ans. Pour 100 femmes, il y avait 89,1 hommes. Pour 100 femmes de 18 ans et plus, il y avait 81,4 hommes.
Le revenu médian d'un ménage du village était de 41 685 $ et celui d'une famille était de 48 553 $. Le revenu médian des hommes était de 35 547 $ contre 28 512 $ pour les femmes. Le revenu par habitant du canton était de 20 631 $. Environ 3,8 % des familles et 4,8 % de la population vivaient sous le seuil de pauvreté, dont 4 % des moins de 18 ans et 3,2 % des 65 ans et plus.